# Seattle Sounders
Der Seattle Sounders FC, im deutschsprachigen Raum allgemein bekannt als Seattle Sounders, ist ein Franchise der Profifußball-Liga Major League Soccer (MLS) aus Seattle, Washington, das zur Saison 2009 den Spielbetrieb aufnahm. Die Mannschaft trägt ihre Heimspiele im Lumen Field aus, das auch die Heimstätte der Seattle Seahawks, der örtlichen NFL-Mannschaft, ist.
Der Verein wurde 1994 unter demselben Namen des ehemaligen NASL-Teams neu gegründet.
Die Herrenmannschaft spielte bis einschließlich der Saison 2008 in der USL First Division, der zweithöchsten Liga im nordamerikanischen Fußball. Das Team wurde ab der Saison 2009 in der Major League Soccer fortgeführt. In der Saison 2016 feierten die Sounders ihren ersten Gewinn des MLS Cups. 2019 folgte der zweite Sieg im MLS Cup.
Im Mai 2022 gewannen die Seattle Sounders als erstes Team der Major League Soccer die aktuelle Variante der CONCACAF-Champions-League.
Die Damenmannschaft, die Seattle Sounders Women, spielen weiterhin in der W-League, der zweithöchsten Liga im nordamerikanischen Frauenfußball.

## Geschichte

### Vor der MLS

Ursprüngliches Logo der Seattle Sounders

Zwischen 1974 und 1983 gab es in der North American Soccer League (NASL) ein Team namens Seattle Sounders. 1977 und 1982 erreichten die Sounders das Soccer Bowl (Finale), unterlagen beide Male allerdings gegen New York Cosmos. Ende 1983 wurde der Verein aufgelöst, ein Jahr später ebenso die NASL. Bekannteste Spieler der damaligen Sounders waren Geoff Hurst und Bobby Moore.
1994 wurde die Seattle Sounders neu gegründet, 1995 und 1996 wurden sie Meister der damals noch unter dem Namen A-League firmierenden Liga.
2004 erreichte die Mannschaft zum dritten Mal das Meisterschaftsfinale, unterlag allerdings Montreal Impact mit 2:0.
Ein Jahr später gelang der Finalsieg nach einem Sieg gegen die Richmond Kickers nach Elfmeterschießen. In der Saison 2007 konnten die Sounders erneut die Play-offs in der USL First Division gewinnen. Sie schlugen die Atlanta Silverbacks im Finale mit 4:0.

### Der Weg in die Major League Soccer (MLS)
Seit 2009 tritt das Team als MLS-Franchise unter dem Namen Seattle Sounders FC in der höchsten Spielklasse der USA an. Der Präsident Adrian Hanauer kündigte in einer Pressekonferenz an, dass 2008 die letzte Saison für die Sounders in der USL sein wird.
Die Seattle Sounders ist die 15. Mannschaft, die in die MLS aufgenommen wurde. Am 13. November 2007 wurde die Mannschaft nach Erhalt der Lizenz zum Spielbetrieb offiziell gegründet.
Bereits 1994, zwei Jahre bevor der Spielbetrieb der Major League Soccer startete, war Seattle unter den Bewerbern für die ersten Franchises der MLS. Einer der ausschlaggebenden Gründe, warum Seattle keinen Zuschlag für ein MLS-Franchise bekam, war das Fehlen eines geeigneten Stadions. Außerdem gab es die Auflage von der Major League Soccer, dass mindestens eine Nachfrage von 10.000 Saisonkarten besteht. Am 3. Juli 1994, das Enddatum für die Bewerbungsfrist für die MLS, konnte man nur 1.300 Karten vorweisen. Dieses lag daran, dass gleichzeitig auch die APSL-Mannschaft der Seattle Sounders Tickets verkaufte. Somit war Seattle nicht unter den Gründungsmitgliedern der Liga. Später sollten noch fünf weitere Mannschaften mit dazu kommen. In dieser Zeit verhandelte Seattle mit der University of Washington über die Nutzung des Husky Stadiums als Interimslösung, bis ein Fußballstadion gebaut werden kann.
Als im November 1994 die erste Major League Soccer Saison auf 1996 verschoben wurde, gab die MLS bekannt, dass Seattle wegen des Fehlens eines adäquaten Rasenplatzes und der Präsenz der APSL-Mannschaft Seattle Sounders, Seattle nicht als geeigneter Standort für die MLS in Frage kommt.
1996 wollte der Besitzer der Seattle Seahawks, Paul Allen, für seine Mannschaft ein neues Stadion bauen. Um sein Bauvorhaben voranzubringen, sah er auch die Möglichkeit eines MLS-Franchises, um so mehr Unterstützung für seine Stadionpläne zu gewinnen. Somit war das Problem mit dem fehlenden Stadion gelöst. 2000 trat ein neues Problem auf. Die MLS unterstützte ab dieser Zeit finanziell keine neuen Franchises mehr. So musste ein Investor gefunden werden. 2002 war wieder die Möglichkeit da, Seattle als neues Team in die MLS zu bringen, denn es sollten neue Märkte in den Vereinigten Staaten erschlossen werden. Man verlor aber ganz knapp den Zuschlag an Salt Lake City.
Adrian Hanauer, Besitzer der Seattle Sounders, bot der Major League Soccer an, eine Million US-Dollar in ein Seattle Franchise zu investieren. 2006 ging aber der Zuschlag wieder an eine andere Stadt (Houston). Hanauer begab sich hinterher auf die Suche nach mehr Investoren für das Vorhaben Seattle in die MLS zu bringen.

### Seattle bekommt MLS-Franchise
2007 arbeitete Hanauer mit Joe Roth, einem Produzenten aus Hollywood, zusammen, um endlich ein MLS-Franchise auf den Weg zu bringen. Paul Allen, dessen Firma First and Goal Company das Qwest Field betreibt, trat der Eigentümergemeinschaft bei. In der ersten Novemberwoche 2007 wurde langsam klar, dass die MLS eine weitere Expansion plant. Der Comedian Drew Carey trat der Eigentümergruppe bei. Auf einer Pressekonferenz am 13. November 2007 gab die Major League Soccer Seattle als neues Expansionfranchise bekannt. Gleichzeitig wurde bekannt gegeben, dass das USL-1 Team Seattle Sounders nicht mehr bestehen wird, wenn Seattle in die MLS einzieht.
Am 7. April wurde der neue Name des MLS-Franchises bekannt gegeben: Seattle Sounders FC. Auch das Logo und die Teamfarben wurden der Öffentlichkeit präsentiert. Der Name war das Resultat einer Online-Abstimmung.
Am 28. Mai 2008 wurde das Trikot der Mannschaft präsentiert und der neue Trikotsponsor vorgestellt. Microsoft hatte einen Fünf-Jahres-Vertrag mit dem Franchise abgeschlossen. Erster Trainer wurde Sigi Schmidt, der zuvor mit der Columbus Crew den MLS Cup gewonnen hatte.

### Erste Saison
Die MLS-Saison 2009 war die erste Spielzeit für die Seattle Sounders. Alle 22.000 Saisonkarten wurden verkauft, damit hatte das Franchise die meisten Karten in der ganzen MLS verkauft.
Am 19. März 2009 spielte die Mannschaft ihr erstes Spiel. Gegner waren die New York Red Bulls und das Stadion war mit 32.523 Zuschauern ausverkauft. Seattle gewann mit 3:0. Der Kolumbianer Fredy Montero erzielte hier das erste Tor für den Sounders FC. Die Mannschaft konnte auch die nächsten zwei Spiele für sich entscheiden. Damit war es der erfolgreichste Start für ein neues Team in der Major League Soccer. Mit einem dritten Platz in der Western Conference konnte sich Seattle für die Play-offs qualifizieren. Im Viertelfinale schied die Mannschaft aber gegen Houston Dynamo aus.
Am 2. September 2009 gewannen die Sounders den Lamar Hunt U.S. Open Cup durch einen Sieg gegen DC United. Durch den Pokalsieg nahmen die Sounders an der CONCACAF Champions League 2010/11 teil. Jedes Heimspiel der Sounders war in der Saison 2009 ausverkauft, sowohl im Pokal (gespielt wurde im Starfire Sports Complex), als auch in der Regular Season und in den Play-offs.

### 2010 – heute
Bevor die zweite Saison der Seattle Sounders in der MLS begann, setzten des Fußball-Franchise, sein Dauerkartenangebot auf 32.000 Stück hoch. Das erste Spiel der Saison bestritten die Sounders gegen MLS Neuling Philadelphia Union, das mit 2:0 gewonnen werden konnte. Trotz dieses Sieges verlor Seattle achtmal innerhalb der ersten 15 Spiele. Das Blatt wendete sich nach der Hälfte der regular season. Bei den letzten 15 Spielen konnten 10 Siege errungen werden und die Mannschaft landete auf Platz 4 der Western Conference. Wie schon im Vorjahr, war jedes Ligaspiel ausverkauft. In den Play-offs schieden die Sounders im Conference Halbfinale gegen Los Angeles Galaxy mit insgesamt 3:1 (1:0, 2:1) aus.
Am 31. Juli 2010 gewannen die Sounders den Heritage Cup gegen San Jose Earthquakes. Dieses Turnier wird seit 2009 zwischen Mannschaften ausgetragen, dessen Namensvorgänger bereits in der North American Soccer League gespielt hatten.
International durfte der Verein an der CONCACAF Champions League 2010/11 teilnehmen. In der Qualifikationsrunde siegte die Mannschaft gegen AD Isidro Metapán mit insgesamt 2:1 (1:0, 1:1). In der Gruppenphase waren CF Monterrey, Deportivo Saprissa und CD Marathón die Gegner der Sounders. Aus den sechs Spielen, siegte die Mannschaft aber nur einmal und schieden als Gruppenletzter aus. Erfolgreicher hingegen war der Auftritt im U.S. Open Cup. Nach Siegen gegen die Portland Timbers, Los Angeles Galaxy und den CD Chivas USA, traf die Mannschaft im Finale auf die Columbus Crew. Mit 2:1 konnte der Pokalerfolg vom letzten Jahr wiederholt werden. Damit sind die Seattle Sounders, die erste Mannschaft der MLS, die den U.S. Open Cup direkt verteidigen konnte. Mit dem Finale wurde auch ein neuer Zuschauerrekord bei einem Pokalspiel in den USA aufgestellt. 31.311 Menschen verfolgten das Spiel am 5. Oktober 2010. Durch den Sieg qualifizierte sich die Mannschaft für die CONCACAF Champions League 2011/12.
In der Saison 2014 konnten die Sounders ihren ersten Major League Soccer Titel mit dem Gewinn des MLS Supporters’ Shield holen. In den Play-offs erreichte man das Halbfinale, musste sich dort aber dem späteren MLS Cup Gewinner LA Galaxy geschlagen geben. Auch im U.S. Open Cup war man wieder erfolgreich. Im Finale gegen Philadelphia Union erreichte die Mannschaft ihren vierten Pokalsieg.
In der Saison 2016 gewannen die Sounders zum ersten Mal die Major League Soccer. Im Finale setzten sie sich gegen Toronto mit 5:4 nach Elfmeterschießen durch. 2019 konnte dieser Erfolg wiederholt werden. Das Finale im eigenen Stadion wurde abermals gegen Toronto 3:1 in der regulären Spielzeit gewonnen.

## Spielstätte und Fans
- Lumen Field; Seattle, Washington (2009– )

Seit 2003 spielen die Sounders im Qwest Field. Das Stadion fasst 67.000 Zuschauer und wurde 2002 unter dem Namen Seahawks Stadium eröffnet. Seit dieser Zeit beheimatet es die NFL-Mannschaft Seattle Seahawks. Bei Terminkollisionen wichen die Sounders in den Starfire Sports Complex in Tukwila aus. Mittlerweile tragen sie dort alle Spiele aus.
Wichtigster Fanclub der Sounders sind die „Emerald City Supporters“. Die Erzrivalen der Sounders sind die Vancouver Whitecaps und die Portland Timbers. Die drei Vereine spielen jährlich den „Cascadia Cup“ aus, den die Sounders 2006 gewannen.

## Teamname und Logo
Am 7. April 2008 wurden der offizielle Teamname „Seattle Sounders FC“ und das Logo des Teams veröffentlicht. In einer Abstimmung zur Namenswahl setzte sich der Name Seattle Sounders gegen die Vorschläge Seattle F.C., Seattle Republic, Seattle Alliance durch.
Im Zentrum des Logos befindet sich die Space Needle, das Wahrzeichen Seattles. Die offiziellen Teamfarben sind Sounder Blue, welches für das Wasser des Puget Sounds steht, und Rave Green, das sich auf die ausgedehnten Koniferen-Wälder im pazifischen Nordwesten bezieht.

## Organisation

### Eigentümer
Die Besitzrechte an dem Franchise teilen sich auf verschiedene Investoren auf. Der Filmproduzent Joe Roth ist der Hauptinvestor des Klubs. Weitere Investoren sind Adrian Hanauer, aktueller Besitzer der Seattle Sounders, Drew Carey, Comedian und Moderator, und Paul Allen, Mitbegründer von Microsoft und Besitzer der Seattle Seahawks und der Portland Trail Blazers.

### Management
Der ehemalige Fußballspieler Chris Henderson ist seit dem 24. Januar 2008 Technischer Direktor der Mannschaft.

### Medien
Seit dem 15. März 2014 werden die Spiele der Sounders über die lokalen Fernsehsender Q13 FOX KCPQ oder JOEtv KZJO ausgetragen. Im nationalen Fernsehen kann man die Mannschaft über NBC, NBC Sports Network, ESPN und Fox Soccer verfolgen. Moderiert und analysiert werden die Spiele von dem ehemaligen BBC-Kommentator Ross Fletcher und dem ehemaligen Fußballtorhüter Kasey Keller.

## Jugend und Entwicklung

### Tacoma Defiance (USL Championship)
Nach der Auflösung der MLS Reserve Division und einer Kooperationsvereinbarung zwischen der United Soccer League und der MLS, gründeten die Seattle Sounders in Zusammenarbeit mit dem Sounders Community Trust die Seattle Sounders 2. Das Franchise spielt seit der Saison 2015 in der USL und fungiert in erster Linie Farmteam. Die Heimspiele werden im Cheney Stadium in Tacoma, Washington, ausgetragen. Am 30. Januar 2019 wurde der Name in Tacoma Defiance geändert.

### Seattle Sounders U-23 (USL League Two)
2011 wurde der im Jahr 2006 gegründete Tacoma FC von den beiden Geschäftsmännern Cliff McElroy und Lane Smith übernommen. Diese gingen eine Partnerschaft mit den Seattle Sounders ein. Seit dieser Zeit fungiert die Mannschaft als Ausbildungsplattform für die erste Mannschaft der Sounders. Die Mannschaft spielt in der USL League Two und trägt ihre Heimspiele im Sunset Chevrolet Stadium in Sumner, Washington aus.

### Seattle Sounders Academy
Als Seattle Sounders Academy wird das Jugendsystem der Seattle Sounders bezeichnet. Unter der Leitung von Darren Sawatzky und dem erfahrenen Jugendtrainer Dick McCormick spielen die U-18, U-16 und U-14 Mannschaften in den Ligen der U.S. Soccer Development Academy.

## Spieler und Mitarbeiter

### Aktueller Profikader
Stand: 7. April 2025
| Nr. |                    | Position | Name                  |
| --- | ------------------ | -------- | --------------------- |
| 3   | Vereinigte Staaten | AB       | Travian Sousa         |
| 4   | Vereinigte Staaten | AB       | Leo Burney            |
| 5   | Kamerun            | AB       | Nouhou Tolo           |
| 6   | Brasilien          | MF       | João Paulo            |
| 7   | Vereinigte Staaten | MF       | Cristian Roldán       |
| 9   | Vereinigte Staaten | ST       | Jesús Ferreira        |
| 10  | Argentinien        | ST       | Pedro de la Vega (DP) |
| 11  | Slowakei           | MF       | Albert Rusnák (DP)    |
| 13  | Vereinigte Staaten | ST       | Jordan Morris (DP)    |
| 14  | Vereinigte Staaten | ST       | Paul Rothrock         |
| 15  | Jamaika            | AB       | Jon Bell              |
| 16  | El Salvador        | MF       | Álex Roldán           |
| 17  | Vereinigte Staaten | ST       | Paul Arriola          |
| 18  | Mexiko             | MF       | Obed Vargas (HGP)     |

| Nr. |                    | Position | Name                      |
| --- | ------------------ | -------- | ------------------------- |
| 19  | Vereinigte Staaten | ST       | Danny Musovski            |
| 20  | Korea Sud          | AB       | Kim Kee-hee               |
| 21  | Vereinigte Staaten | MF       | Reed Baker-Whiting (HGP)  |
| 24  | Vereinigte Staaten | TW       | Stefan Frei               |
| 25  | Vereinigte Staaten | AB       | Jackson Ragen             |
| 26  | Vereinigte Staaten | TW       | Andrew Thomas             |
| 28  | Kolumbien          | AB       | Yeimar Gómez Andrade (IP) |
| 29  | Vereinigte Staaten | TW       | Jacob Castro (HGP)        |
| 33  | Vereinigte Staaten | AB       | Cody Baker (HGP)          |
| 39  | Vereinigte Staaten | AB       | Stuart Hawkins (HGP)      |
| 75  | Vereinigte Staaten | MF       | Danny Leyva (HGP)         |
| 77  | England            | ST       | Ryan Kent                 |
| 85  | Vereinigte Staaten | AB       | Kalani Kossa-Rienzi       |
| 93  | Elfenbeinküste     | ST       | Georgi Minoungou          |

### Trainerstab
Stand: 5. September 2018
- Brian Schmetzer
- Djimi Traoré (Assistenztrainer)
- Gonzalo Pineda (Assistenztrainer)
- Preki (Assistenztrainer)
- Tom Dutra (Torwarttrainer)
- John Hutchinson (Trainer Seattle Sounders 2)
- Chris Henderson (Sportdirektor)

## Erfolge

### Seattle Sounders
- CONCACAF Champions League
  - Sieger: 2022[12]
- MLS Cup
  - Sieger: 2016, 2019
- MLS Supporters’ Shield
  - Sieger: 2014
- Lamar Hunt U.S. Open Cup
  - Sieger (4): 2009, 2010, 2011, 2014
- MLS Western Conference
  - Sieger (Regular Season): 2014
- Cascadia Cup: 2011
- Seattle Sounders Community Shield (2): 2011, 2012
- Heritage Cup (3): 2010, 2011, 2013
- Desert Diamond Cup: 2013
- Meister der A-League 1995, 1996
- Meister der USL First Division 2005, 2007

### Seattle Sounders U-23
Von 2012 bis 2020 spielte eine Mannschaft mit den Namensrechten des Franchise in der USL PDL sowie später in der USL League Two. In der Saison 2012 wurde man USL PDL Northwest Division Champion.

## Statistiken

### Saisonbilanz

#### Seattle Sounders
| Saison              | Ligastufe | Liga               | Regular Season  | Play-offs             | Lamar Hunt U.S. Open Cup | CONCACAF Champions League |
| ------------------- | --------- | ------------------ | --------------- | --------------------- | ------------------------ | ------------------------- |
| Seattle Sounders    |           |                    |                 |                       |                          |                           |
| 1994                | 2         | APSL               | 1.              | Halbfinale            | nicht teilgenommen       | nicht qualifiziert        |
| 1995                | 2         | A-League           | 2.              | Meister               | Halbfinale               | nicht qualifiziert        |
| 1996                | 2         | A-League           | 3.              | Meister               | Viertelfinale            | nicht qualifiziert        |
| 1997                | 2         | USISL A-League     | 2. (Pacific)    | Division Finals       | nicht qualifiziert       | nicht qualifiziert        |
| 1998                | 2         | USISL A-League     | 2. (Pacific)    | Conference-Halbfinale | nicht qualifiziert       | nicht qualifiziert        |
| 1999                | 2         | USL A-League       | 3. (Pacific)    | Conference-Halbfinale | 3. Runde                 | nicht qualifiziert        |
| 2000                | 2         | USL A-League       | 1. (Pacific)    | Conference-Halbfinale | 2. Runde                 | nicht qualifiziert        |
| 2001                | 2         | USL A-League       | 5. (Western)    | nicht qualifiziert    | 2. Runde                 | nicht qualifiziert        |
| 2002                | 2         | USL A-League       | 1. (Pacific)    | Conference-Halbfinale | 3. Runde                 | nicht qualifiziert        |
| 2003                | 2         | USL A-League       | 1. (Pacific)    | Conference-Finale     | Viertelfinale            | nicht qualifiziert        |
| 2004                | 2         | USL A-League       | 4. (Western)    | Finale                | nicht qualifiziert       | nicht qualifiziert        |
| 2005                | 2         | USL First Division | 4.              | Meister               | 3. Runde                 | nicht qualifiziert        |
| 2006                | 2         | USL First Division | 7.              | nicht qualifiziert    | 3. Runde                 | nicht qualifiziert        |
| 2007                | 2         | USL First Division | 1.              | Meister               | Halbfinale               | nicht qualifiziert        |
| 2008                | 2         | USL First Division | 5.              | Viertelfinale         | Halbfinale               | nicht qualifiziert        |
| Seattle Sounders FC |           |                    |                 |                       |                          |                           |
| 2009                | 1         | MLS                | 3. Platz (West) | Viertelfinale         | Sieger                   | nicht qualifiziert        |
| 2010                | 1         | MLS                | 4. Platz (West) | Viertelfinale         | Sieger                   | nicht qualifiziert        |
| 2011                | 1         | MLS                | 2. Platz (West) | Viertelfinale         | Sieger                   | Gruppenphase              |
| 2012                | 1         | MLS                | 3. Platz (West) | Conference-Finale     | Finale                   | Viertelfinale             |
| 2013                | 1         | MLS                | 4. Platz (West) | Conference-Halbfinale | 3. Runde                 | Halbfinale                |
| 2014                | 1         | MLS                | 1. Platz (West) | Conference-Finale     | Sieger                   | nicht qualifiziert        |
| 2015                | 1         | MLS                | 4. Platz (West) | Conference-Halbfinale | 4. Runde                 | nicht qualifiziert        |
| 2016                | 1         | MLS                | 4. Platz (West) | Sieger                | Viertelfinale            | Viertelfinale             |

1. ↑  Der Wettbewerb beginnt jeweils im Herbst des vorherigen Jahres.

#### Seattle Sounders 2/Tacoma Defiance
| Jahr | Ligastufe | Liga | Regular Season  | Play-offs          | U.S. Open Cup      | Zuschauerdurchschnitt |
| ---- | --------- | ---- | --------------- | ------------------ | ------------------ | --------------------- |
| 2015 | 3         | USL  | 6. Platz, West  | 1. Runde           | 4. Runde           | 2.045                 |
| 2016 | 3         | USL  | 12. Platz, West | nicht qualifiziert | nicht teilgenommen | 1.401                 |
| 2017 | 2         | USL  | 12. Platz, West | nicht qualifiziert | nicht teilgenommen | 1.003                 |
| 2018 | 2         | USL  | 16. Platz, West | nicht qualifiziert | nicht teilgenommen | 3.370                 |

#### Seattle Sounders U-23
| Jahr | Ligastufe | Liga    | Regular Season      | Play-offs              | U.S. Open Cup      |
| ---- | --------- | ------- | ------------------- | ---------------------- | ------------------ |
| 2006 | 4         | USL PDL | 5. Platz, Northwest | nicht qualifiziert     | nicht qualifiziert |
| 2007 | 4         | USL PDL | 2. Platz, Northwest | Conference-Halbfinale  | nicht qualifiziert |
| 2008 | 4         | USL PDL | 1. Platz, Northwest | Conference-Finale      | nicht qualifiziert |
| 2009 | 4         | USL PDL | 7. Platz, Northwest | nicht qualifiziert     | nicht qualifiziert |
| 2010 | 4         | USL PDL | 3. Platz, Northwest | nicht qualifiziert     | nicht qualifiziert |
| 2011 | 4         | USL PDL | 8. Platz, Northwest | nicht qualifiziert     | nicht qualifiziert |
| 2012 | 4         | USL PDL | 1. Platz, Northwest | Halbfinale             | nicht qualifiziert |
| 2013 | 4         | USL PDL | 4. Platz, Northwest | nicht qualifiziert     | 2. Runde           |
| 2014 | 4         | USL PDL | 5. Platz, Northwest | nicht qualifiziert     | nicht qualifiziert |
| 2015 | 4         | USL PDL | 3. Platz, Northwest | Halbfinale             | nicht qualifiziert |
| 2015 | 4         | USL PDL | 3. Platz, Northwest | Halbfinale             | nicht qualifiziert |
| 2016 | 4         | USL PDL | 2. Platz, Northwest | Play-off Qualifikation | 2. Runde           |

### Vereinsrekorde
- Meisten Spiele:  Kasey Keller (58)
- Meisten gespielten Minuten:  Kasey Keller (5.114)
- Meisten Tore:  Fredy Montero (22)
- Vorlagen:  Fredy Montero (17)
- Torschüsse:  Fredy Montero (177)
- Gelbe Karten:  Fredy Montero,  Tyrone Marshall (10)
- Roten Karten:  James Riley,  Tyrone Marshall (2)

### Besucherschnitt
- 22/23: 32,161
- 21/22: 31,812
- 20/21: 25,125

## Frauenfußball
Im Jahre 2000 gründeten die Sounders eine Frauenmannschaft, die in der W-League spielt. 2006 schloss sich ein Verein der Pacific Coast League den Sounders an. Die Mannschaft tritt nun unter dem Namen Seattle Sounders Saints an.
2011 übernahm Mike Jennings das Franchise. Er verkaufte aber die Mehrheitsanteile an die Cliff McElroy & Lane Smith of Datec Inc. Die Mannschaft spielt seitdem unter dem Namen Seattle Sounders Women. Die Heimspiele werden im Starfire Sports Stadium ausgetragen.